# Москва II-Митьково
Москва II-Митьково — вузлова залізнична станція Московсько-Горьківського центру організації роботи залізничних станцій ДЦС-8 Московської дирекції управління рухом на Митьковській сполучній лінії Московського залізничного вузла Московської залізниці. За характером роботи є вантажною, за обсягом і складністю виконуваних вантажних операцій віднесена до 2-го класу.

## Інфраструктура
Вантажна станція Москва II-Митьково складається з транспортно-складського комплексу, технічного парку з приймально-відправних колій, сортувальними і витяжними коліями. На станції також розміщені технічна контора, пост чергового по станції і маневрового диспетчера, пункт технічного обслуговування вагонів. До станції примикають під'їзні колії.
Станція обладнана 37 світлофорами, 33 стрілочними переводами, постом електричної централізації.
За характером роботи станція поділена на два вантажних райони загального типу та спеціалізований (контейнерний термінал). За схемою колійного розвитку вантажні райони — тупикові.
Спеціалізований вантажний район обладнаний підйомно-транспортними машинами і пристроями для вантажно-розвантажувальних і складських робіт, відповідно до колійного розвитку, під'їздами та проїздами для автотранспорту, технічними пристроями пожежно-охоронної сигналізації, освітлювальною мережею, водопроводом. У вантажному районі розташовуються різні допоміжні і службові приміщення: контори, пункти для обслуговування і ремонту вантажно-розвантажувальних машин, медпункт, контрольно-пропускний пункт. Територія району огороджена й обладнана протипожежними засобами та зв'язком.
У вантажному районі загального типу зосереджені всі пункти та пристрої вантажного господарства для переробки вантажів: відкриті склади, платформи, контейнерні майданчики, сортувальні платформи, майданчики для великовагових і навалювальних вантажів, підвищені колії, естакади, ваги, габаритні ворота.
На станції розташовані криті склади для зберігання вантажів, відкриті майданчики для зберігання контейнерів, високі і низькі платформи для розвантаження вагонів на автотранспорт. Максимальна вантажність встановлених на станції механізмів для навантаження і вивантаження великовагових вантажів становить 30 тонн. Вантажно-розвантажувальні роботи по обробці контейнерів на станції здійснюються річстакерамами.
У 2006 році проведена електрифікація однієї колії Митьковської сполучної лінії постійним струмом (=3 кВ) для пропуску транзитних швидких поїздів, які прямують з Рязанського напрямку на Петербурзький напрямок або Ярославський напрямок та зворотно. Транзит пасажирських поїздів був перенесений з Великого кільця Московської залізниці та станції Москва-Пасажирська-Курська для їх розвантаження. На станції ця колія є головною колією № 3 (північною з двох транзитних колій). На станції розташована митниця — Московський залізничний митний пост, відділ митного оформлення і митного контролю.

## Колійний розвиток
Колійний розвиток станції становить 26 колій, з них 3-я та 4-та — головні колії (3-я колія електрифікована), 10 колій — вантажно-розвантажувальні тупикові, 2 колії — приймально-відправні для дільничних збірних і вивізних поїздів обох напрямків, 1 колія — ходова колія для локомотивів, 5 сортувальних, 1 тупикова колія стоянки багажних вагонів, 1 витяжна з напівгорки колія спеціального профілю з розформування та формування поїздів, 1 запобіжний тупик, 2 — під'їзні колії до ВАТ рос. «Мельничный комбинат в Сокольниках» та 1 під'їзна колія до ВАТ «Кондитерський концерн Бабаєвський», а також сполучні колії станції.
Приймально-відправний парк має 3 колії: дві приймально-відправних та одна ходова для обгону локомотивів.
Сортувальний парк складається з 5 колій:
- накопичення вагонів з тарно-штучними вантажами;
- накопичення вагонів зі середньотоннажними контейнерами;
- накопичення вагонів з важкими вантажами;
- для формування передатних поїздів;
- для карантинних вагонів.

Крім того, передбачені дві витяжні колії: по розформуванню (колія спеціального профілю) і формуванню поїздів і витяжна колія. Західна межа станції знаходиться над тунелем ТТК в місці, де від станції на північний захід відгалужується лінія до парку станції Москва III. Тут також починається станція Ніколаєвка (перегін нульової довжини). Східна межа — на трикутнику колій в бік станції Москва-Пасажирська-Казанська: дві колії перегону до неї прямують на південний захід у бік платформ (колії № 1, 2) неелектрифіковані; дві колії перегону прямують на схід в сторону Перово (колії № 6, 7) електрифікована лише колія № 7.